# Santa Cruz de La Palma
Santa Cruz de La Palma er en by og kommune i det sydvestlige Spanien på øen La Palma i provinsen Santa Cruz de Tenerife, De Kanariske Øer. Den har et indbyggertal på 15.565 (2024) indbyggere.